# 李璧琦
李璧琦（英語：Becky Lee；1978年8月11日—），香港女艺人，曾为無綫电视基本藝人合約女藝員，曾當選2000年浸大校花冠軍，暱稱「浸大李珊珊」。

## 背景

### 早年生活
李璧琦自6歲開始學習鋼琴，並參加大大小小的音樂比賽贏得無數獎項，包括曾在1990-1998年度的香港校際音樂節贏得公開組歌劇獨唱冠軍、公開組藝術歌曲（漢語和英語）獨唱冠軍、公開組聖樂獨唱冠軍等；此外，她在學時又兩度考取「Ms Brother Cassian Scholarship」及「Ms Barbara Fei Vocal Scholarship」。李璧琦成長於父母仳離的家庭，早年就讀聖保羅男女中學（1990年中一至1997年中七），入讀中一至中七期間既熱衷參加音樂活動，又熱愛演出音樂劇，獲得校內比賽的「最佳音樂劇女主角」獎；後來，又在聖保羅男女中學的年鑒音樂會中的《Fiddler on the Roof》、《美女與野獸》，及與香港青年合唱團合作的《Joseph and the Amazing Techni-color Dreamcoat》等擔任女主角。
1996年，正就讀中六的李璧琦瞞著家人參加無綫電視及華星唱片合辦的第15屆《新秀歌唱大賽》，同年的參賽者還有何韻詩和鄧健泓等人。她成功以辛曉琪《領悟》一曲躋身決賽，但由於當時還未成年，無綫電視和華星唱片要她的家長簽署同意書，才讓她參加最後十強的比賽。由於她的母親害怕學校會在她參加「新秀」後，不會讓她繼續完成預科課程，所以最後沒有簽署同意書，李璧琦唯有退賽，名額由何韻詩補上。自聖保羅男女中學預科畢業前，李璧琦積極參與6個音樂比賽，以累積資歷，讓她前往美國的音樂學院進修。
而畢業後，她原獲兩間美國大學取錄，最終在家庭經濟未能負擔，加上家人反對之下，她留在香港入讀香港浸會大學音樂系，主修聲樂。大學期間曾贏得「HKBU 98年聯系唱歌大賽」冠軍及「大專聯校ICMA 98唱歌比賽」冠軍；亦為香港浸會大學1998年及1999年的畢業典禮擔任特別表演嘉賓，並於1998年出任學生大使及在1999年大學周年晚宴任特別表演嘉賓。她之所以會選讀香港浸會大學，原因出於香港高級程度會考的成績不足以令她報讀香港的大學專業學系如法律系、工商管理系等，家人希望她擁有大學學歷，結果允許她報考浸會大學音樂系。

### 演藝發展
1999年，她再次參加由新城997與無綫電視合辦的「一級班女子歌唱大賽」，並贏得冠軍。賽後，合辦比賽的唱片公司老闆羅傑承想簽她當歌星，但也是在母親的反對下告吹。2000年，她為了獲得獎品─價值10萬元的頸鍊和以此作為彈板加入模特兒行業，賺錢養家，故此參加香港浸會大學校花選舉，且在選舉中獲得冠軍。自此她在模特兒公司當模特兒，直至一次與鄭裕玲合作拍攝雅居樂廣告，其他模特兒公司覺得李璧琦的口才不錯，如是給予她更多工作機會。1999年，一間新加坡模特兒公司邀請她到當地工作，她便到前往新加坡公幹1年。同期身兼多職，為唱片公司做司儀、為香港電影唱主題曲/插曲（如2000年電影《偷吻》），以及為多個國際品牌的廣告唱廣告歌（如陳奕迅演唱的麥當勞廣告歌「BA DA BA BA BA, I'm lovin' it」中的女聲演出）及配音。另外亦在伯樂音樂學院擔任流行聲樂導師，更曾在2003年與管弦樂團舉辦首個個人演唱會。此前她於2002年參加由亞洲電視舉辦的歌唱比賽，同場參賽者尚有2R，惟家人反對而未能簽約成為歌手。
到了2008年奧運舉行期間，李璧琦在一次擔任活動司儀時，席間邵逸夫及方逸華留意到她的表現，方逸華主動向她索取電話號碼。過了一段時間後，樂易玲安排她到電視台面試，同年正式加入無綫電視，首項工作是主持明珠台的雙語節目《Dolce Vita》，2009年起參與無綫電視劇集。2011年因曾勵珍了解李璧琦需要一份長工和穩定收入，也希望發展唱歌事業，不久安排她於《誰家灶頭無煙火》出演重要角色唐晶晶（岑海兒）。2013年，她參加《星夢傳奇》，第一次參賽時獻唱《Think Of Me》，第二次參賽時獻唱《大會堂演奏廳》，但因為表現欠穩而被淘汰。另在同年劇集《巨輪》中飾演女警楊曼芝（Mandy）一角，戲份甚重，演技受到肯定。2014年舉行了一個個人演唱會，又憑劇集《忠奸人》大律師趙敏暉一角，演技得到好評，並憑此角色入圍《萬千星輝頒獎典禮2014》「最佳女配角」。
2015年，李璧琦在《東坡家事》飾演徐淑眉一角，為其首次出演古裝劇及反派角色。其後她於2016年6月與無綫電視的經理人合約屆滿，改簽基本藝人合約。2017年受邀參演首套網劇《奸人當道》（飾演魏美）。她於2018年旅行期間在社交平台發放了一張性感泳照，引起網民談論，及後受邀請成為Perfect Life的代言人，以半裸造型拍攝廣告。至2020年8月離開無綫電視。約滿無綫電視前為監製王心慰的常用演員。2021年向歌手之路進發。

## 個人生活
2019年，李璧琦與相識5年、任職於跨國企業萬事達卡公司的圈外男友蘇氏（Adrian）宣佈結婚。同年7月20日舉行婚禮。

## 演出作品

### 電視劇（無綫電視）
※粗體字為擔任重要配角角色
| 首播   | 劇名               | 角色                  |
| 2010年 | 女王辦公室         | Ann                   |
| 2010年 | 飛女正傳           | 模特                  |
| 2010年 | 搜下留情           | 新聞報導員            |
| 2010年 | 女人最痛           | 接待员                |
| 2010年 | 讀心神探           | 名牌女                |
| 2011年 | 魚躍在花見         | Amy                   |
| 2011年 | 誰家灶頭無煙火     | 唐晶晶（岑海兒）      |
| 2011年 | 花花世界花家姐     | 物理治療師            |
| 2011年 | 團圓               | 華凱莉（Zita）        |
| 2012年 | 4 In Love          | 夏棠棠                |
| 2013年 | 女警愛作戰         | 甄芷妮（Charlie）     |
| 2013年 | 巨輪               | 楊曼芝（Mandy）       |
| 2013年 | On Call 36小時II   | Monica                |
| 2013年 | My盛Lady           | 索女                  |
| 2014年 | 忠奸人             | 趙敏暉（Denise）      |
| 2014年 | 名門暗戰           | 文嘉瑜                |
| 2015年 | 天眼               | 戚令儀（Anson）       |
| 2015年 | 華麗轉身           | 馬祖蓮娜（Marjorina） |
| 2015年 | 東坡家事           | 徐淑眉                |
| 2016年 | 潮流教主           | 藍雅思（Ivy）         |
| 2016年 | 巨輪II             | 楊曼芝（Mandy）       |
| 2016年 | 律政強人           | 汪穎琳（Mary）        |
| 2017年 | 親親我好媽         | 洪顏姿 (Francis)      |
| 2017年 | 迷                 | 蔣瑪莉（Mary）        |
| 2017年 | 同盟               | 趙學琳（Hilda）       |
| 2018年 | 波士早晨           | 程日朗（Jo）          |
| 2018年 | 三個女人一個「因」 | 柳愷倫（Helen）       |
| 2019年 | 機動部隊2019       | KIT姐                 |
| 2020年 | 黃金有罪           | 林沙瑪                |
| 2020年 | C9特工             | A5                    |
| 2021年 | 七公主             | 邱卓賢（Kristy）      |

### 網劇
- 2017年　奸人當道飾 魏美

### 電影
- 2011年　勁抽福祿壽 飾 名模
- 2011年　清水變酒 飾 Yolanda
- 2021年　等一個擁抱 飾 劉恩樂

### 電視節目（無綫電視）
- 2009年　港生活·港享受 主持
- 2012年　明愛暖萬心 主持（與鄭丹瑞、陳庭欣合作）
- 2012年　物業按出新生活（康業信貸快遞） 飾 客戶服務主任
- 2012年　以諾遊蹤 . 第七輯 - 日本‧沃土再生 主持 （與林以諾牧師、黃智賢、何傲兒合作）
- 2013年　星夢傳奇
- 2013年　學是學非　第二十四集 挑戰「唱爆杯」實驗
- 2014年　姊妹淘嘉賓
- 2014年　莎莎馬年呈獻：美麗綻放煙花大匯演
- 2015年　超強選擇1分鐘第十八集嘉賓
- 2016年　Sunday好戲王第二十四集嘉賓
- 2017年　行行惜環境 主持（與朱凱婷合作）
- 2017年　香港藝術發展獎頒獎典禮2016 主持（與李浩林合作）
- 2017年　寵物大聯萌嘉賓
- 2020年　輝哥為食遊III
- 2021年　流行經典50年嘉賓

### 音樂劇
- 2017年　愛.寛恕 飾 單親媽媽

## 派台歌曲成績
| 派台歌曲成績（五台） | 派台歌曲成績（五台）              | 派台歌曲成績（五台） | 派台歌曲成績（五台） | 派台歌曲成績（五台） | 派台歌曲成績（五台） | 派台歌曲成績（五台） | 派台歌曲成績（五台）            |      |
| -------------------- | --------------------------------- | -------------------- | -------------------- | -------------------- | -------------------- | -------------------- | ------------------------------- | ---- |
| 唱片                 | 歌曲                              | 903                  | RTHK                 | 997                  | TVB                  | ViuTV                | 備註                            | 備註 |
| 2021年               |                                   |                      |                      |                      |                      |                      |                                 |      |
|                      | 記憶的碎片                        | -                    | -                    | 5                    | -                    | -                    | 首支派台歌曲                    |      |
| 2022年               |                                   |                      |                      |                      |                      |                      |                                 |      |
|                      | 鏡中的你好嗎？Be Kind To Yourself | -                    | 16                   | -                    | -                    | -                    |                                 |      |
| 2024年               |                                   |                      |                      |                      |                      |                      |                                 |      |
|                      | 向明日乾杯 Be Healed              | -                    | -                    | 15                   | 17                   | -                    |                                 |      |
|                      | 鬥醒 Be Awakened                  | -                    | -                    | -                    | -                    | -                    |                                 |      |
| 2025年               |                                   |                      |                      |                      |                      |                      |                                 |      |
|                      | 彩虹下的約定 Be There             | -                    | -                    | -                    | -                    | -                    | 加拿大至 HIT 中文歌曲排行榜：19 |      |

| 903 | RTHK | 997 | TVB | ViuTV | 備註              |
| 0   | 0    | 0   | 0   | 0     | 五台冠軍歌總數：0 |

- （*）仍在榜上
- （-）未能上榜
- （×）沒有派往該台

## 獎項
- 2021年：AEG音樂頒獎典禮2021——鑽石全方位歌手

## 外部連結
- 李璧琦的Facebook專頁
- 李璧琦的Instagram帳戶
- 李璧琦的新浪微博
- 李璧琦影迷会的新浪微博
- 李璧琦 Becky Lee （页面存档备份，存于） - TVB
- 香港電台第一台「守下留情」李璧琦訪問（1），2022年11月28日
- 香港電台第一台「守下留情」李璧琦訪問（2），2022年11月29日